# Qujing
Qujing léase Chiú-Ching (en chino: 曲靖市;pinyin: Qǔjìng shì) es una ciudad-prefectura en la provincia de Yunnan, República Popular China. Situada aproximadamente a 120 kilómetros de la capital provincial. Limita al norte con Zhaotong, al sur con Yuxi, al oeste con Kunming y al este con Qianxinan. Su área es de 28904 km² y su población total es de 5,87 millones.

## Administración
La ciudad prefectura de Qujing administra 3 distritos, 1 ciudad y 5 condados:
- Distrito Qilin 麒麟区
- Distrito Zhanyi  沾益区
- Condado along 马龙区
- Ciudad Xuanwei 宣威市
- Condado Fuyuan 富源县
- Condado Luoping 罗平县
- Condado Shizong 师宗县
- Condado Luliang 陆良县
- Condado Huize 会泽县

## Transporte
Qujing está conectada a Kunming por la Carretera Nacional 320. Tiempo del viaje aproximadamente tres horas. El sistema de transporte en Qujing está bien desarrollado. Se puede acceder a casi todos los rincones de la ciudad a través de la Autopista Kun Qu. Los autobuses de Kunming salen a Qujing cada media hora, el viaje dura unas tres horas. La terminal de autobuses también proporciona transporte a Dalí, Honghezhou y otros destinos alrededor de Qujing.
Dos rutas de tren pasan por la ciudad con destino a Kunming y a Nanjing Toma una y media hora para ir de Qujing a Kunming. Hay un plan para un tren de alta velocidad para ir a Nanning para el año 2015, lo que hará el viaje desde Kunming a Qujing a sólo 30 minutos.

## Clima
la ciudad tiene un clima subtropical, con el mes más caliente en julio, y el más frío en enero, sin embargo las temperaturas no son extremas.
| Parámetros climáticos promedio de Qujing (1971−2000) | Parámetros climáticos promedio de Qujing (1971−2000) | Parámetros climáticos promedio de Qujing (1971−2000) | Parámetros climáticos promedio de Qujing (1971−2000) | Parámetros climáticos promedio de Qujing (1971−2000) | Parámetros climáticos promedio de Qujing (1971−2000) | Parámetros climáticos promedio de Qujing (1971−2000) | Parámetros climáticos promedio de Qujing (1971−2000) | Parámetros climáticos promedio de Qujing (1971−2000) | Parámetros climáticos promedio de Qujing (1971−2000) | Parámetros climáticos promedio de Qujing (1971−2000) | Parámetros climáticos promedio de Qujing (1971−2000) | Parámetros climáticos promedio de Qujing (1971−2000) | Parámetros climáticos promedio de Qujing (1971−2000) |
| Mes                                                  | Ene.                                                 | Feb.                                                 | Mar.                                                 | Abr.                                                 | May.                                                 | Jun.                                                 | Jul.                                                 | Ago.                                                 | Sep.                                                 | Oct.                                                 | Nov.                                                 | Dic.                                                 | Anual                                                |
| ---------------------------------------------------- | ---------------------------------------------------- | ---------------------------------------------------- | ---------------------------------------------------- | ---------------------------------------------------- | ---------------------------------------------------- | ---------------------------------------------------- | ---------------------------------------------------- | ---------------------------------------------------- | ---------------------------------------------------- | ---------------------------------------------------- | ---------------------------------------------------- | ---------------------------------------------------- | ---------------------------------------------------- |
| Temp. máx. media (°C)                                | 14.7                                                 | 16.8                                                 | 21.1                                                 | 24.0                                                 | 24.6                                                 | 24.4                                                 | 24.5                                                 | 24.6                                                 | 22.6                                                 | 20.0                                                 | 17.0                                                 | 14.6                                                 | 20.7                                                 |
| Temp. mín. media (°C)                                | 2.3                                                  | 3.7                                                  | 6.9                                                  | 10.4                                                 | 13.8                                                 | 16.0                                                 | 16.5                                                 | 15.7                                                 | 14.0                                                 | 11.1                                                 | 6.8                                                  | 3.0                                                  | 10.0                                                 |
| Precipitación total (mm)                             | 19.2                                                 | 17.9                                                 | 21.8                                                 | 35.0                                                 | 120.6                                                | 182.8                                                | 180.5                                                | 161.1                                                | 109.0                                                | 83.2                                                 | 42.7                                                 | 12.0                                                 | 985.8                                                |
| Días de precipitaciones (≥ 0.1 mm)                   | 6.7                                                  | 6.7                                                  | 6.4                                                  | 8.3                                                  | 14.2                                                 | 18.0                                                 | 17.8                                                 | 17.7                                                 | 14.3                                                 | 13.5                                                 | 8.8                                                  | 5.5                                                  | 137.9                                                |
| Fuente: Weather China                                |                                                      |                                                      |                                                      |                                                      |                                                      |                                                      |                                                      |                                                      |                                                      |                                                      |                                                      |                                                      |                                                      |